# Chevresis-le-Meldeux
Chevresis-le-Meldeux est une localité de Chevresis-Monceau, dont elle est le chef-lieu, et une ancienne commune française, située dans le département de l'Aisne en région Hauts-de-France.

## Histoire
Chevresis-le-Meldeux, autrefois Kievresis, Capriniacum letosum, est un village de l'ancienne Thiérache. La commune de Chevresis-Monceau a été créée lors de la Révolution française. Le 2 juin 1819, Chevresis-le-Meldeux fusionne avec la commune voisine de Monceau-le-Vieil par ordonnance et la nouvelle entité prend le nom de Chevresis-Monceau.

## Administration
Jusqu'à sa fusion avec Monceau-le-Vieil en 1819, la commune faisait partie du canton de Ribemont dans le département de l'Aisne. Elle appartenait aussi à l'arrondissement de Saint-Quentin depuis 1801 et au district de Saint-Quentin entre 1790 et 1795. La liste des maires de Chevresis-le-Meldeux est :
| Période                                  | Période | Identité | Étiquette | Qualité |
| ---------------------------------------- | ------- | -------- | --------- | ------- |
|                                          |         |          |           |         |
| Les données manquantes sont à compléter. |         |          |           |         |

## Démographie
Jusqu'en 1819, la démographie de Chevresis-le-Meldeux était :
| 1793 | 1800 | 1806 | 1821 |
| ---- | ---- | ---- | ---- |
| 189  | 218  | 245  | 259  |